# Andreas Hoffrichter
Andreas Hoffrichter (* um 1490; † Frühjahr 1541 in Wertheim) war ein deutscher reformatorischer Theologe. Als Nachfolger von Johann Eberlin von Günzburg war er ab 1531 bis zu seinem Tode Superintendent (Bischof) in der Grafschaft Wertheim und Herrschaft Breuberg.

## Leben

### Ausbildung in Wittenberg, Augustinerprior in Münnerstadt
Über den Geburtstag und -ort Andreas Hoffrichters, seine Herkunft und Jugendjahre ist nichts bekannt. Er muss vor 1509 in das Münnerstädter Augustiner-Eremitenkloster eingetreten sein, da er bereits am 7. Juni 1509 von Ägidius von Viterbo, Generalprior der Augustiner-Eremiten, zum Lektor (Lesemeister) ernannt wurde. Am 20. November 1512 immatrikulierte er sich an der Universität Wittenberg. Am 18. November 1513 stieg er als Pater (geweihter Priester) vom baccalarius sentenciarius in die dritte Klasse der Ausbildung zum baccalarius formatus auf. Anfang September 1515 wurde er von Martin Luther zum Doktor der Theologie promoviert, gemeinsam mit Tilomannus Schnabel, Iohannes Pictor ex Lippia Vestphalia (?) und Melchior Mirisch.
1518 ernannte Ägidius von Viterbo ihn als „magistrum Andream Munerstadensem“ (Magister Andreas von Münnerstadt) an zweiter Stelle für das anstehende Provinzialkapitel der thüringisch-sächsischen Ordensprovinz. 1519 war er Prior des Augustinerklosters zu Münnerstadt und Vikar des Provinzials für den Distrikt Franken. In einem Brief an den Prior der Augustiner in Würzberg, Petrus Weiglin, trägt er den Titel „Professor der hl. Theologie“. 1520 wurde er erneut vom Generalprior der Augustiner-Eremiten Gabriel von Venedig in die Leitung (an dritter Stelle) des bevorstehenden Provinzialkapitels der thüringisch-sächsischen Ordensprovinz bestellt.
In seiner Zeit als Prior fanden auch in Münnerstadt reformatorische Bestrebungen statt. 1525 schrieb die Stadtgemeinde Münnerstadt einen Beschwerdebrief an den Bischof von Würzburg und Herzog von Franken, Konrad II. von Thüngen, in dem sie eine Umstrukturierung der kirchlichen und wirtschaftlichen Zustände im reformatorischen Sinne verlangte. Aber bereits am 20. Mai 1525 wurde das Augustinerkloster und der Hof der Deutschherren von einer radikalen Gruppe geplündert, die „plünderten, erösten und zerissen, was sie funden.“ Anfang Juli 1527 verkaufte Hoffrichter eine Wiese für 80 Gulden an das Deutsche Haus. Vermutlich diente dieses Geld zur Finanzierung der geplanten Flucht aus dem Kloster. Am 6. Juli 1527 wurde der sich auf der Flucht befindende Hoffrichter seines Amtes als Prior im Kloster in Münnerstadt enthoben und Andreas Moll als Nachfolger bestimmt. Der neue Prior wurde beauftragt, die aus welchen Gründen auch immer geflüchteten Mönche zur Wiederkehr zu bewegen.

### Superintendent in der Grafschaft Wertheim
Nicht klar belegbar ist, wie und auf wessen Empfehlung Hoffrichter nach Wertheim kam. Möglich ist, dass dies auf Empfehlung Martin Luthers geschah, der an der Reformation der Kirche in der Grafschaft durch Graf Georg II. seit 1522 beteiligt war. Vermutlich hat sich auch der Superintendent Johannes Eberlin für ihn eingesetzt, den mit Graf Georg II. eine innige geistige Freundschaft verband und der für die Einstellung der protestantischen Geistlichen zuständig war. Bereits am 5. August 1527 ist Hoffrichter als Pfarrer in Uettingen und kurz danach (ab 1528) in Remlingen nachweisbar.
Nach dem plötzlichen Tod von Graf Georg II. 1530 und der Absetzung des Superintendenten Johann Eberlin auf Drängen des Amtmanns Hund von Wenkheim wurde Hoffrichter als dessen Nachfolger zum Pfarrer von Wertheim und Superintendenten in der Grafschaft Wertheim ernannt. Dies geschah, nachdem er in einem Brief am 6. Mai 1530 an Graf Michael II. von Wertheim gemeinsam mit anderen neuen Geistlichen gegen die willkürliche Absetzung seines Vorgängers protestiert hatte, dessen Abgang im Brief als „on alle verhör, ursach und anclag verjagt und verstossen“ kritisiert wird. In einem Brief am 8. Mai 1530 bat Hoffrichter den Grafen, ihn von der mündlichen Zusage zu entbinden, die Nachfolge von Eberlin anzutreten. Hoffrichter hatte nach der Annahme der Entlassung durch Eberlin am 6. Mai 1530 den „amptleut“ trotz „beschwertem gewisen“ die Übernahme der Wertheimer Pfarrstelle mündlich zugesagt. Noch einmal setzte er sich für Johannes Eberlin ein und bestand darauf, als „caplan“ Pfarrer in Remlingen zu bleiben. Aber die Absetzung Eberlins war bereits beschlossene Sache und seine Stelle unbesetzt.
Einem Beschwerdebrief vom 23. November 1530 kann man entnehmen, dass Hoffrichter seit „etlicher zeit“ (wohl vier Monate) Pfarrer in Wertheim war. Darin wies er darauf hin, dass er und sein „gesindlein“ sich von dem vorausgezahlten Geld nicht ernähren können und sogar in Armut leben.
Ob und wie Gräfin Barbara von Wertheim, die ab 1531 als vormundschaftliche Regentin regierte, mit Andreas Hoffrichter zusammengearbeitet hat, ist quellenmäßig nicht belegt. Lediglich ein Schreiben der Gräfin vom 30. Oktober 1531 liegt vor, in der diese ihm mitteilte, dass sie noch keinen „lateinischen schulmaisters“ gefunden habe. Den Unterricht solle der „teutsche Schulmaister“ übernehmen. Hoffrichter bekam von ihr den „Befehl“, von der „cantzell“ die Eltern aufzufordern, die Kinder zur Schule zu schicken. Daraus ist auch sichtbar, dass Gräfin und Superintendent eng zusammenarbeiten.
Auffällig ist, dass Andreas Hoffrichter sich in einigen erwähnten Briefen neben der üblichen Bezeichnung „Pfarrer von …“ auch „caplan“ bzw. „unterdeniger caplan“ nennt, was er seinem Namen voranstellt. Die Bezeichnung „Superintendent“ wird öffentlich nicht benutzt. Ob dies auf seine mönchische Bescheidenheit (so E. Langguth) zurückgeht oder eher auf den noch ungeklärten amtlichen Gebrauch des Titels „Superintendent“ in der Grafschaft zurückzuführen ist, ist ungeklärt.

## Theologie
Über Hoffrichters theologische Ansichten sind noch keine Schriften gefunden worden. Lediglich sein erhaltenes Petschaft (Siegel) an einem Brief vom 8. Mai 1530 an Graf Michael II. lässt eine Deutung zu. Es stellt eine Sichel auf einem Dreiberg zwischen den Buchstaben A und H dar. Die Sichel auf dem Dreiberg ist ein Hinweis auf das anbrechende „Jüngste Gericht“ und lässt Andreas Hoffrichter als Anhänger der damals gängigen Auffassung erkennen, dass die reformatorische Bewegung sich in der „Endgeschichte“ befindet. („Die Christenheit der Reformationszeit weiß sich mitten in der Endgeschichte und harrt voll Verlangen dem Tag Christi entgegen.“)
In der Reformationszeit bezogen sich besonders die Spiritualisten auf diese apokalyptische Geschichtsdeutung und legitimierten ihre Position, indem sie ihre Autorität auf das Wirken des Hl. Geistes zurückführten. Thomas Müntzer verstand sich auch als die „Sichel Gottes“.

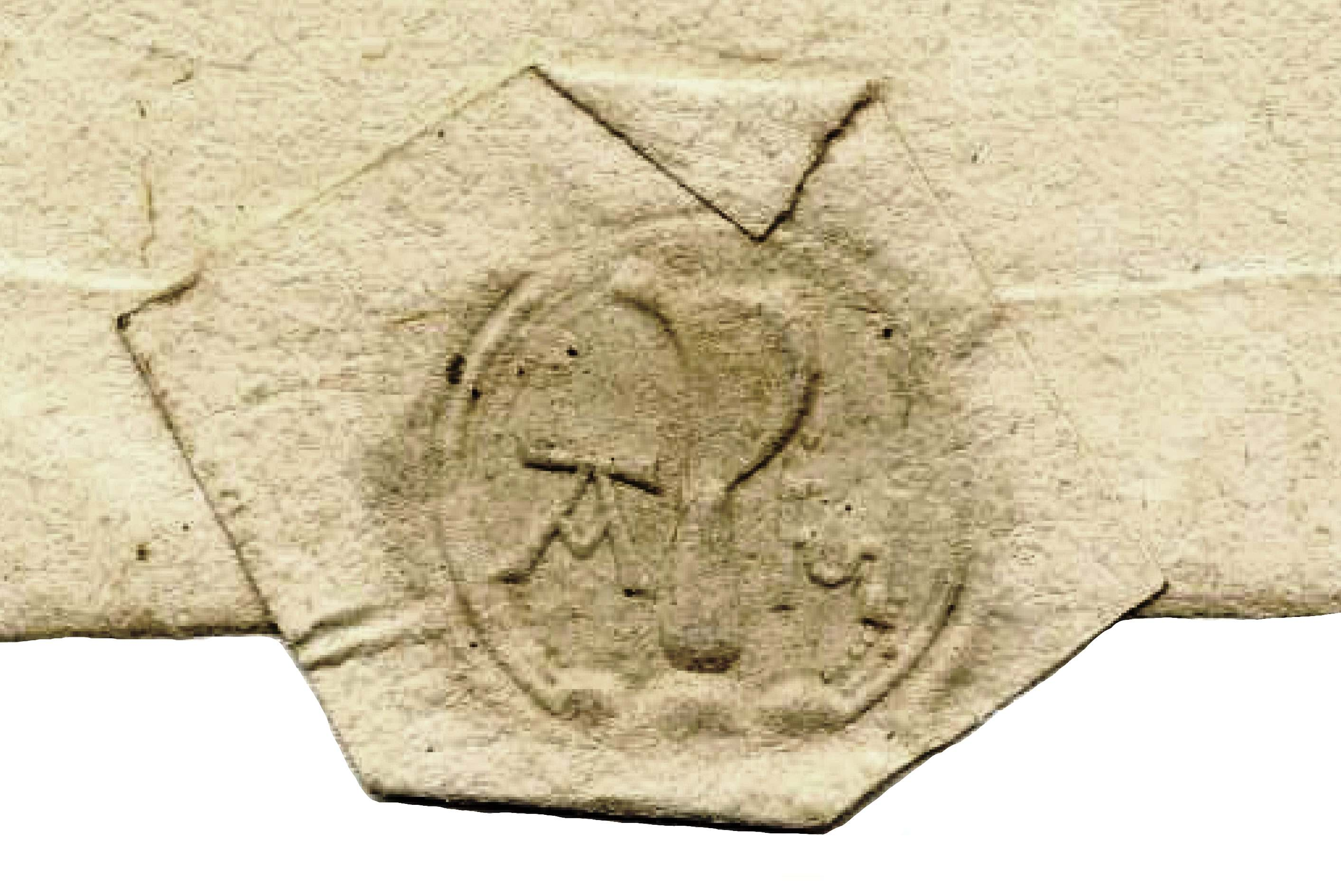
Siegel Andreas Hoffrichter 1530